# Cambridge University Press
La Cambridge University Press (CUP) è una casa editrice britannica di proprietà dell'Università di Cambridge. La sua fondazione risale al 1534 con una lettera di brevetto di re Enrico VIII.
È una delle più grandi case editrici universitarie al mondo, seconda solo alla Oxford University Press, che fa capo all'Università di Oxford. Attualmente Cambridge University Press è un dipartimento dell'Università di Cambridge ed è attiva in campo accademico e nel settore educativo, specialmente nell'insegnamento della lingua inglese (ELT).
Ha sedi in più di 40 paesi e ha pubblicato oltre 50.000 titoli di autori provenienti da oltre 100 paesi. Le sue pubblicazioni comprendono riviste accademiche, monografie, libri di testo, manuali e testi per l'insegnamento della lingua inglese e studi di pedagogia. La Cambridge University Press è un ente no profit che ogni anno trasferisce parte dei suoi proventi direttamente all'università di Cambridge.
La casa editrice ha sedi distaccate in vari paesi tra i quali: Italia, Spagna, India, Messico, Brasile, Canada, Australia, Nuova Zelanda, Malaysia, Filippine, Pakistan e Stati Uniti d'America.

## Struttura
La Cambridge University Press è organizzata in tre segmenti di mercato:

### Academic
Questo gruppo pubblica libri e giornali accademici in ambito scientifico, tecnologico, medico, umanistico e delle scienze sociali.

### Cambridge English Language Teaching (ELT)
Questo settore si occupa di produrre e pubblicare corsi e risorse per l'insegnamento della lingua inglese in tutto il mondo. Il gruppo lavoro a stretto contatto con Cambridge English Language Assessment per provvedere soluzione adatte ad aumentare le competenze linguistiche allineandole al Quadro comune europeo di riferimento per la conoscenza delle lingue (QCER).
I testi di inglese della Cambridge University Press si basano sul Cambridge English Corpus, una raccolta di milioni di parole della lingua inglese che permette di monitorare l'evoluzione della lingua inglese. Al Corpus possono accedere solamente gli autori e i ricercatori che lavorano su pubblicazioni di Cambridge University Press o progetti di Cambridge English Language Assessment.

### Education
Si tratta di un segmento che crea prodotti e soluzioni in lingua inglese adatti alle scuole primarie, secondarie e alle scuole internazionali.